# Dolmen von Aubevoye

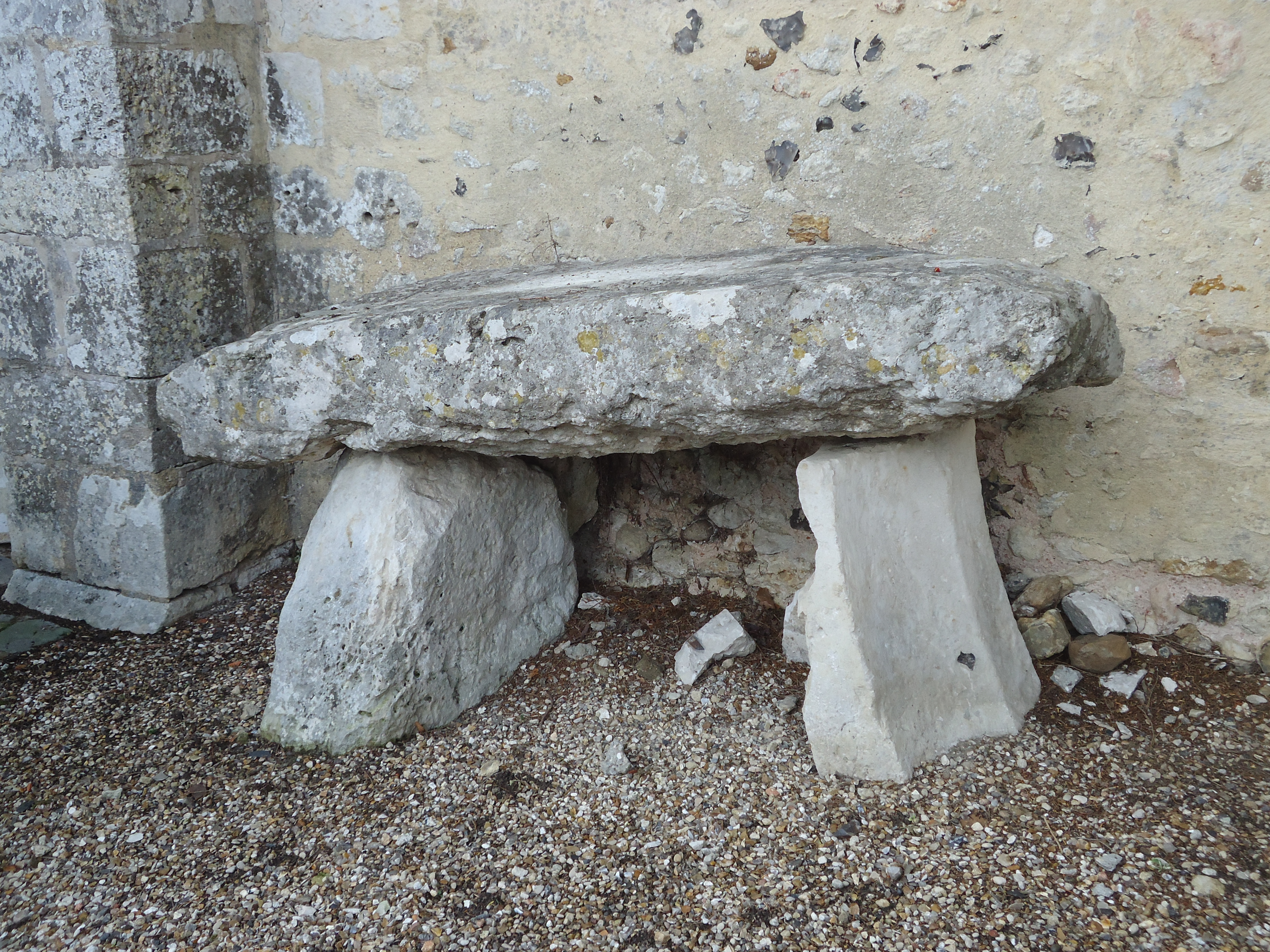
Dolmen von Aubevoye

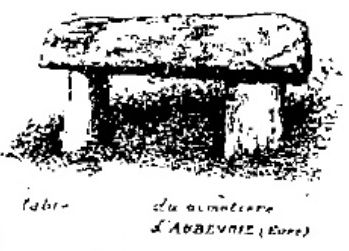
Aubevoye nach Léon Coutil

Der Dolmen von Aubevoye ist ein vermutlich unechter Dolmen, an der Église Saint-Georges in Aubevoye im Département Eure in der Normandie in Frankreich. Dolmen ist in Frankreich der Oberbegriff für Megalithanlagen aller Art (siehe: Französische Nomenklatur).

## Beschreibung
Der Dolmen von Aubevoye ist ein kleiner Steintisch mit einer horizontalen Platte, die von zwei vertikalen Steinen unterstützt wird, von denen einer sicher nicht original ist.
Kein Historiker, der das Denkmal untersuchte, hat seine Echtheit bestätigt. Félix Leclerc Viscount von Pulligny (1821–1893) war der erste, der es im Jahre 1879 beschrieb und feststellte: „man kann nicht sagen, dass es keltischen Ursprungs ist“. Léon Coutil (1856–1943), Präsident der Französischen Prähistorischen Gesellschaft, erwähnt die Bedeutung der Barmherzigen Brüder von Aubevoye (franz. frères de la Charité) für die Existenz des Dolmens.
Der Dolmen wurde irgendwann am Eingang des Friedhofs in der Nähe der Kapelle der Barmherzigen Brüder installiert. Er wurde 1895 versetzt, um den Ausbau des Friedhofs zu ermöglichen. Vielleicht wurde bei dieser Gelegenheit der einen Pfosten ersetzt. Auf Ersuchen Coutils wurde der Dolmen schließlich an seinen heutigen Platz an der Kirche verbracht. Die Kirche wurde 2009 als Monument historique eingestuft.